# Jean-Jacques Barré
Pour les articles homonymes, voir Barré.
Jean Jacques Barré, né le 22 février 1901 à Paris et mort le 10 janvier 1978 à Versailles, est un pionnier de l'astronautique française. Il est le concepteur de la première fusée à ergols liquide française, la EA-41 puis de la fusée EOLE.

## Vie et œuvres

### Formation
À sa sortie de l'École polytechnique, Jean-Jacques Barré est affecté en 1924 à l'École de l'artillerie de Fontainebleau. À cette époque, il s'intéresse à titre personnel à l'astronomie et publie entre 1923 et 1934 plusieurs articles sur ce sujet. En 1927, il assiste à une conférence donnée par Robert Esnault-Pelterie précurseur dans le domaine de l'aéronautique et de l'astronautique en France. Celle-ci a pour titre L'Exploration par fusées de la haute atmosphère et la possibilité des voyages interplanétaires. Cet exposé est sans doute à l'origine de sa vocation pour les fusées.

### Recherches sur les fusées dans l'entre-deux-guerres et sous l'occupation
Entre 1927 et 1933, Jean-Jacques Barré mène des études sur les fusées avec le pionnier français de l'astronautique Robert Esnault-Pelterie. Il poursuit celles-ci, à compter de 1935, sous contrat du ministère de la Guerre. Au début de la Seconde Guerre mondiale, alors qu'il à le grade de colonel, ses travaux portent sur un obus-fusée engin anti-aérien propulsé non guidé de 16 kg. Après la défaite française, il poursuit ses recherches  en zone libre sur l'EA-41 (EA Engin autopropulsé) : cette fusée de 100 kg longue de 3,13 m pour 26 cm de diamètre  devait pouvoir envoyer une charge de 25 kg à 100 km. Elle utilise un moteur-fusée consommant de l'oxygène liquide et de l'éther de pétrole mis sous pression par de l'azote et fournissant une poussée d'une tonne. Sept essais au banc statique sont menés entre décembre 1941 et septembre 1942, d'abord au camp du Larzac puis, au Fort de Vancia.  Les recherches sont interrompues par l'évolution du conflit et l’invasion de la Zone Libre alors que l’on pensait continuer les travaux en Algérie française. Il rentre dans la résistance intérieure française et en octobre 1943, il envoie par microfilm les plans de l'EA-41 en Grande-Bretagne.  
Les essais de la fusée sont repris en 1945 et 1946 à la Renardière, dans la presqu'île de Saint-Mandrier qui ferme la rade de Toulon, avec un succès mitigé (3 succès partiels sur 7 essais). Parmi les recherches effectuées durant l'occupation figurent également des études théoriques sur la propulsion nucléothermique et la propulsion ionique.

### Après 1945, au laboratoire de recherches balistiques et aérodynamiques
En 1946, Jean-Jacques Barré intègre le LRBA tout juste créé et entame le développement d'un prototype de missile balistique pouvant envoyer une charge de 300 kg à 1 000 km de distance. La fusée baptisée EOLE (Engin fonctionnant à l'oxygène liquide et à l'éther de pétrole) reprend les caractéristiques de l'EA 1941 mais mesure 11 mètres de long pour 80 cm de diamètre et une masse de 3,4 tonnes. Après l'explosion d'un exemplaire durant un essai au banc, l'éther de pétrole est remplacé par l'alcool éthylique,. Des essais au banc ont lieu entre 1950 et 1952. Barré constate alors que la fusée, qui doit être tirée depuis une rampe de 21 mètres, ne peut  pas atteindre une vitesse suffisante pour être stable au décollage. En attendant la mise au point d'une solution (propulseurs d'appoint au décollage...), deux tirs sont réalisés à Hammaguir en novembre 1952 avec une fusée allégée (le plein d'ergols n'a pas été fait) mais les deux tentatives se soldent par des échecs à la suite de la destruction des empennages au moment du franchissement du mur du son. Le projet est arrêté le 30 septembre 1952 mettant fin pour un certain temps à l'utilisation des ergols cryogéniques.
Jean-Jacques Barré quitte l’armée avec le grade d'ingénieur général et à partir de 1960, travaille comme ingénieur-conseil au service de la Société d'étude et de réalisation d'engins balistiques et de la Société Nationale d'Étude et de Construction de Moteur d'Avion (SNECMA). Il décède en 1978 à l'âge de 77 ans.